# Jaromír Paciorek
Jaromír Paciorek (11. července 1979 Kroměříž – 23. dubna 2025) byl český profesionální fotbalista hrající na postu záložníka.

## Životopis
Jaromír Paciorek se narodil 11. července 1979 v Kroměříži, kde zahájil svou kariéru v místním klubu SK Hanácká Slavia Kroměříž. Jeho talentu si všimli trenéři FC Svit Zlín, kam Paciorek po dvou letech přestoupil.
V roce 1995 se zúčastnil evropského šampionátu hráčů do 16 let. Svým výkonem vzbudil zájem německého FC Bayern Mnichov a nizozemského Feyenoordu, kam po šampionátu přestoupil. V klubu začínal v juniorce, ve které strávil rok a posléze se přesunul do áčka. Do žádného utkání ale nenastoupil a v roce 1997 přestoupil do druholigového klubu SBV Excelsior. O rok později pak do Fortuna Sittard, hrající nejvyšší nizozemskou soutěž. V týmu si připsal 31 zápasů a dvě vstřelené branky.
V roce 2001 se i přes zahraniční nabídky rozhodl pro návrat do Česka, konkrétně do 1. FC Brno. V Brně odehrál pouze pět utkání a jeho kariéra začala stagnovat.
Po odchodu z Brna se opět vrátil do Kroměříže. V letech 2006 až 2009 byl angažován ve Spartaku Hulín. Následující dva roky nastupoval v nižší rakouské lize. V roce 2011 se vrátil do Zlína, za který hrál již v mládežnických kategoriích. V lednu roku 2012 zde ukončil profesionální kariéru.
Zemřel v 23. dubna 2025 ve věku 45 let.